# Darja Dmitrijeva (handbollsspelare)
Darja Jevgenjevna Dmitrijeva (ryska: Дарья Евгеньевна Дмитриева), född 9 augusti 1995 i Toljatti, är en rysk handbollsspelare (mittnia).

## Karriär

### Klubblagsspel
Darja Dmitrijeva växte upp med en yngre bror i en idrottsfamilj; hennes far var proffshockeyspelare. Vid sju års ålder började hon spela handboll i sin födelsestad Toljatti med GK Lada. När hennes dåvarande ungdomstränare 
lämnade Toljatti bytte hon klubb till Volgograd. Då var hon 14 år. Hon lämnade föräldrahemmet för att satsa på en handbollskarriär. Här spelade hon för GK Dynamo Volgograd som senare gick upp i högsta ryska ligan. Med GK Dynamo Volgograd vann hon 2013 och 2014 ryska mästerskapet och spelade säsongen 2014/15 i Final Four i Champions League. Sommaren 2015 återvände Dmitrijeva till GK Lada. Fyra säsonger senare anslöt hon till CSKA Moskva i den ryska högstaligan. I augusti 2019 ådrog hon sig en ruptur på akillessenan.

### Spel i ungdomslandslaget
Dmitrijeva vann 2011 med Ryssland U17-Europamästerskapet. Vid U18-VM 2012 vann hon med sitt ryska lag silvret och gjorde 28 mål för det laget. Hon vann sedan guld i U-19 EM 2013 och hon valdes in i All Star Team i turneringen. Vid U20-VM 2014 erövrade hon sin andra silvermedalj och blev på nytt invald i All Star Team. I samma ungdomslandslag spelade Anna Vjachireva. Säsongen 2014-15 utsågs hon till världens främsta unga spelare av handboll.

### Landslagsspel
2014 spelade hon i ryska landslaget i EM 2014. Vid OS 2016 i Rio var hon med i det ryska lag som vann OS-guldet åt Rysslands damerför första gången (tidigare sovjetiska triumfer räknas inte in). Darja Dimirtrijeva blev uttagen till turneringsmittnia i All Star Team. 2017 var åter hon med i den ryska VM-truppen i VM 2017 i Tyskland, liksom i EM 2018 i Frankrike då hon var med och förlorade finalen mot hemmanationen Frankrike. Hon var med och tog OS-silver i OS 2020 i Tokyo.

## Privatliv
Darja Dmitrijeva är gift. Hon avslutade 2016 sina studier vid det statliga institutet för arkitektur och byggnadsväsen i Volgograd.